# DUALSHOCK
| 1994 | PlayStationコントローラ |
| 1995 |                         |
| 1996 |                         |
| 1997 | DUALSHOCK               |
| 1997 | アナログコントローラ    |
| 1998 |                         |
| 1999 |                         |
| 2000 | DUALSHOCK 2             |
| 2001 |                         |
| 2002 |                         |
| 2003 |                         |
| 2004 |                         |
| 2005 |                         |
| 2006 | DUALSHOCK 3             |
| 2006 | SIXAXIS                 |
| 2007 |                         |
| 2008 |                         |
| 2009 |                         |
| 2010 |                         |
| 2011 |                         |
| 2012 |                         |
| 2013 |                         |
| 2014 | DUALSHOCK 4             |
| 2015 |                         |
| 2016 |                         |
| 2017 |                         |
| 2018 |                         |
| 2019 |                         |
| 2020 | DualSense               |
| 2021 |                         |
| 2022 |                         |
| 2023 | DualSense Edge          |

DUALSHOCK（デュアルショック）は、ソニー・インタラクティブエンタテインメント (SIE) のPlayStationシリーズ向けの振動機能付きゲームコントローラ。
本項では、PlayStation 2用のDUALSHOCK 2と、PlayStation 3用のDUALSHOCK 3、PlayStation 4用のDUALSHOCK 4、PlayStation 5用のDualSenseを併せて扱う。

## 概要
外観・形状は、PlayStationの初期型コントローラに、アナログスティックを左右1本ずつ搭載し、L2、R2ボタンが奥に長くなり左右の持ち手部分が分厚くなって丸みを帯びたものとなっている。DUALSHOCK 2はPlayStation 2向け、DUALSHOCK 3はPlayStation 3向け、DUALSHOCK 4はPlayStation 4向けのコントローラとして販売されたが、いずれもDUALSHOCKの機能・形状を継承している。
名称は、コントローラの左右の持ち手部分（デュアル）が振動する（ショック）機能に由来する。振動だけでなく、振動の強弱や片方だけの振動といった細かい調整も可能である。
DUALSHOCKの普及以降、振動機能はPS/PS2用ソフトの標準的機能として活用されてきたが、イマージョン社の特許技術を侵害していると2002年にSCEが告発され、米連邦裁判所は9060万ドルの損害賠償支払いをSCEに命じた。2007年3月1日には、イマージョンの訴えを全面的に認める形で和解に同意した。この間の影響でPS3のローンチ時は「DUALSHOCK」の名前が使用できず、ソニーはやむを得ず「SIXAXIS」という名前で振動機能のないPS3用コントローラーを製造していた時期があった。

## ボタン

### 家庭用ゲーム機
|               | □  | ×          | ◯          | △    |
| ------------- | -- | ---------- | ---------- | ---- |
| PlayStation   | 紙 | キャンセル | 決定       | 視点 |
| PlayStation 2 | 紙 | キャンセル | 決定       | 視点 |
| PlayStation 3 | 紙 | キャンセル | 決定       | 視点 |
| PlayStation 4 | 紙 | キャンセル | 決定       | 視点 |
| PlayStation 5 | 紙 | 決定       | キャンセル | 視点 |

- PlayStation 5では、決定キーは◯ボタンではなく×ボタンになっている。

## 歴代機種

### アナログコントローラ
- SCPH-1150

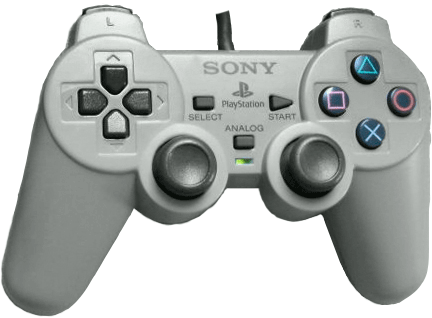
アナログコントローラ

DUALSHOCKに先立ち、1997年4月25日に発売されたPlayStation用アナログコントローラ（型番:SCPH-1150）。発売から短期間でDUALSHOCKに取って代わられた。カラーバリエーションはPSと同色のグレーのみである。
DUALSHOCKとの違いは以下の通りである。
1. モーターが左側のグリップにしか搭載されておらず、振動機能に強弱の区別がない
2. グリップが長い
3. スティック上部に窪みがある
4. アナログジョイスティック（型番:SCPH-1110）互換の動作モードがある（動作モードランプが緑色に点灯）
  - ボタンアサインは→、→、→、→ →

### DUALSHOCK
- SCPH-1200
- SCPH-110 - PS one付属のコントローラ。本体にあわせて基本のボディカラーが白に変更されており、コネクタ部分が丸みを帯びている。

DUALSHOCK（デュアルショック）は、PlayStation対応の振動機能付きゲームコントローラ。先述のアナログコントローラの改良版として登場し、左右のグリップに別々のモーターが搭載されたことから「デュアルショック」の名称が付けられた。
初期コントローラとの下位互換性は備えているが、DUALSHOCKに対応したソフトでないと、アナログスティックや振動などの新機能を活かせない。そのため、『バイオハザード』など一部のソフトがDUALSHOCK対応版として新たに発売された。ただし、PlayStationのゲーム内ではDUALSHOCKとアナログコントローラー（旧）のどちらが接続されたかの判定は行うことができない。
初期コントローラとの主な違いは以下の通りである。
1. スティックの間にあるANALOGボタンを押すことで、アナログスティックのON/OFFを切り替えられる（LEDの表示によりON/OFFの確認が可能）。
2. アナログスティックは押し込みボタンにもなっており、左スティックがL3、右スティックがR3ボタンとして機能する。
3. L2・R2ボタンが初期の標準コントローラより二倍ほど大きくなり、L1・R1ボタンと形状の差別化が図られた。

グリップ内部には、半円柱形状の金属製の重りが軸に固定されたモーターが取り付けられており、モーターを回転させる事でコントローラ本体が振動する。左側のグリップには大きな鉄のパーツが、右側にはそれよりもやや小ぶりの鉄のパーツが組み込まれている。なお、振動機能は本体からの給電で機能するため、先行して発売されたNINTENDO 64の振動パックとは異なり、乾電池などは必要ない。
PlayStation 2との接続も可能で、PS2専用ソフトでも、各種ボタンのアナログ入力機能を使わないタイトルについてはDUALSHOCK 2同様に使用できる。
ボタン対応表
|            | プレイステーションコントローラ | アナログコントローラ（DUALSHOCK含む） |
| ---------- | ------------------------------ | ------------------------------------- |
| 十字ボタン | 十字ボタン                     | 十字ボタン・左右スティック            |
| △          | △                              | △                                     |
| ○          | ○                              | ○                                     |
| ×          | ×                              | ×                                     |
| □          | □                              | □                                     |
| L          | L1・L2                         | L1・L2・L3                            |
| R          | R1・R2                         | R1・R2・R3                            |
| START      | START                          | START                                 |
| SELECT     | SELECT                         | SELECT                                |

### DUALSHOCK 2
- SCPH-10010
- DESR-10

DUALSHOCK 2は、PlayStation 2に標準で付属する専用コントローラ。重さは172g。メーカー希望小売価格は2800円（税抜）。
形状やほぼすべての機能はDUALSHOCKと変わりないが、STARTボタンとSELECTボタン以外のボタンには押したときの圧力による256段階のアナログ判定がされている。この機能を使用するかどうかに関わらず、DUALSHOCK 2専用PS2ソフトはかなり多い。
発売からSCPH-10010の型番が用いられているが、製造時期により細かい仕様変更が為されている。カラーバリエーションも豊富に用意されている。ANALOGボタンはDUALSHOCK同様、任意でアナログモード変更が可能な作品、アナログモードが強制的に入る作品、デジタルモードが強制的に入る作品が存在。
PlayStation 2のメインメニューのボタンの割り当て
- 画面表示[注 4]
- 戻る[注 5]
- 決定[注 6]
- 本体設定[注 7]

/詳細設定

### SIXAXIS
- CECH-ZC1J

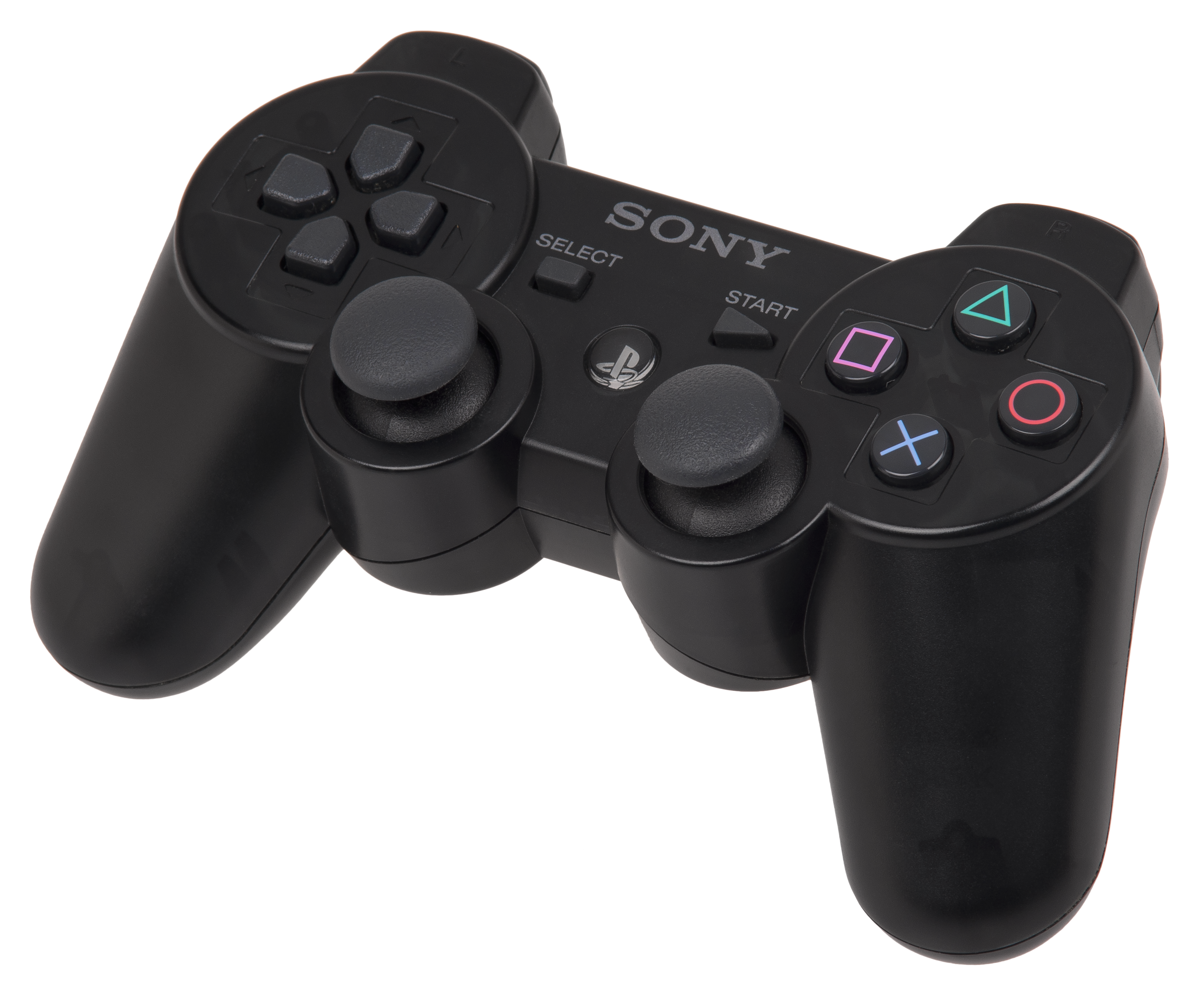
SIXAXIS

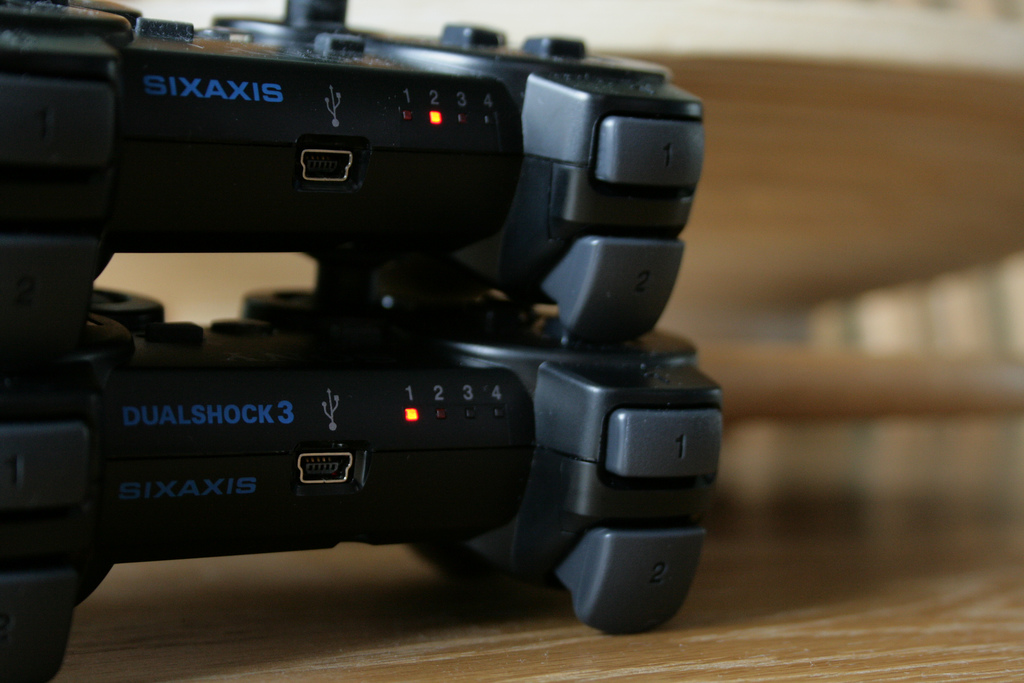
SIXAXIS コントローラ（上）と DUALSHOCK 3（下）の比較。

SIXAXIS（シックスアクシス）は、モーションセンサー（6軸検出システム）搭載のPlayStation 3用ワイヤレスコントローラ。重量は約136g。振動機能を搭載するために特許を争っていたためこのモデルには振動機能は搭載されなかった。PS3販売開始当初の標準コントローラとして発表されたが、後のDUALSHOCK 3の発表に合わせて製造を終了している。メーカー希望小売価格は4762円（税抜）。モーションセンサーは2009年にリニューアル後のPS3のXMBに表示されるパーティクルと連動している。PS3本体内でPS2、PS1のゲームを遊ぶ場合も前世代のコントローラーと互換性をとることができるが、その仕様ゆえにPS3においてはPS2,PS1向けのシリアル端子のコントローラーと互換性がない。
DUALSHOCK 3の販売開始以降も、モーションコントロール機能の名称として「SIXAXIS」の名称が用いられている。
細かな差異は含むものの、旧来のDUALSHOCKシリーズ製品の形状をほぼ継承しているが、DUALSHOCKシリーズ（本機の後継機種であるDUALSHOCK 3を含む）の大きな特徴である振動機能は、SIXAXISコントローラに搭載されていない。
本体とのワイヤレス接続にはBluetoothを、有線接続にはUSBを利用する。コントローラ本体にリチウムイオン充電池を内蔵しており、USBを介してPS3等との有線接続により充電できる。
ボタン面では、DUALSHOCK 2以前のANALOGボタンに代わって新たにPSボタンが搭載され、L2/R2ボタンがストロークの深いトリガー型に変更された。これはDreamcastから始まり、当時はXbox 360に搭載されていたL2/R2に相当する部分のトリガー化の影響を受けたものである。しかし、任天堂はゲームキューブコントローラーのL/Rボタンをトリガー式にしたことがあるものの、Wiiの時代にクラシックコントローラーProでL/Rボタンをデジタル判定に変更し、Nintendo SwitchになってもZL/ZRに相当するボタンをトリガーに変更していない。

### DUALSHOCK 3
- CECH-ZC2J

ボタンキーの詳細

DUALSHOCK 3（旧）は、PlayStation 3用のワイヤレスコントローラ。SIXAXISの後継品であり、SIXAXISの機能（モーションセンサー・6軸検出システム）に加え、DUALSHOCKシリーズの特徴である振動機能を搭載している。（特許を争っていた件は和解している）重量は約193g。メーカー希望小売価格は5238円（税抜）。
型番はCECHZC2○××（○は地域（日本はJ・北米はU・欧州はE・オーストラリアはA）、××の2文字はカラーバリエーションを表す）。
満充電時、最大で30時間利用出来る。満充電時に連続11時間35分振動し続けられる。
カラーバリエーションは、基本色として全8色（ブラック、セラミック・ホワイト、サテン・シルバー、メタリック・ブルー、ディープ・レッド、キャンディー・ブルー、キャンディー・ピンク、ジャングル・グリーン）が用意されているほか、限定モデル（アーバンカモフラージュ、アンチャーテッド -砂漠に眠るアトランティス- オリジナルDUALSHOCK 3同梱版）もある。
PlayStation Portable go(接続にPS3必須）やPlayStation Vita TV、PlayStation Mobile対応デバイス（一部のXperia）はDUALSHOCK 3の操作に対応している。
一方でPlayStation 4以降では接続してもエラーが表示される。
- CECHZC2J A1

DUALSHOCK 3（A1型）は、2011年以降のCECH-3000の本体に標準で付属したDUALSHOCK 3である。バッテリー容量が増加した。さらにバッテリーの補強パーツがなくなり、バッテリーに爪パーツを追加して補強するようになった個体も存在。L2/R2トリガーがより簡素なパーツに改良され、誤動作しにくくなった。
- CECHZC2J A2

DUALSHOCK 3（A2型）は、PS3末期に登場したDUALSHOCK 3である。この頃からコントローラー内の基板も大幅に小型化しはじめ、コントローラー裏の型番のUI表記が変更されたものも存在する。バッテリー部分の爪パーツは製造時期によってあるものとないものに分かれる。

沿革
- 2007年
  - 9月20日 - 東京ゲームショウで世界に先駆け正式発表。既に発売されていたPS3用ソフトの一部については、アップデートで対応された。同年11月発売予定[10]。
  - 10月9日 - 発売日決定を発表[11]。
  - 11月11日 - 日本で発売。
- 2008年
  - 2月5日 - 「サテン・シルバー」の発売を発表[12]。
  - 4月 - 北米や欧州で単体発売。
- 2009年9月24日 - 「メタリック・ブルー」、「ディープ・レッド」の発売を発表[13]。
- 2010年
  - 9月16日 - 「キャンディー・ピンク」の発売を発表[14]。
- 2011年
  - 1月6日 - 「ジャングル・グリーン」の発売を発表[15]。
  - 3月1日 - 「DUALSHOCK 3 充電スタンド」「キャンディー・ブルー」の発売を発表[16]。
  - 9月6日 - 「アーバンカモフラージュ」の発売を発表[17]。
- 2013年4月2日 - 「メタリック・グレー」の発売を発表[18]。

### DUALSHOCK 4
- CUH-ZCT1J
- CUH-ZCT2J

DUALSHOCK 4は、PlayStation 4対応のワイヤレスコントローラ。PlayStation Vita TV（バージョンアップ必須）、スマートフォンにも対応する。PCゲームにも動作保証はされていないが対応している。発売当時のカラーバリエーションは、ジェット・ブラック、マグマ・レッド、ウェイブ・ブルーである。DUALSHOCK 3のワイヤレスコントローラを保ちながら大幅にパワーアップされたDUALSHOCK 3の完全次世代型になっている。また、『PlayStation 5』ではソフトの後方互換とワイヤレスコントローラの接続があった。

このコントローラーではPlayStation 3のDUALSHOCK 3からデザインの変化はもとより、タッチパッドの採用を筆頭に様々な変更が施されたため、もはやDUALSHOCK 3とは別物である。       このコントローラーは本体に1つ同梱されるほか、別売りで販売もされる。
2016年9月8日にはマイナーチェンジが行われた新型 (CUH-ZCT2) が発表された。従来のBluetooth経由の無線接続に加え、新たにUSBケーブル経由での接続に対応するほか、外観にも変更が加えられ、白ランプがタッチパネルに追加された。
十字ボタン
十字ボタンが若干大きくなり、十字ボタンも仕様が若干変更された。
L3・R3スティック
L3・R3スティックが若干凹っとなり、L3・R3スティックも仕様が若干変更された。
SHARE/OPTIONボタン
ボタン面では、DUALSHOCK 3までのSELECT/STARTボタンに代わってSHARE/OPTIONボタンが搭載され、本機の特徴である「シェア」機能に併せ、SHAREボタンが新設された。このボタンを使うことにより、即座にゲームプレイ内容の動画や写真の共有を行うことができるようになる。それにともないこれまでのPSからPS3まで分かれていた形▬（SELECT）・►（START）から（SHARE・OPTION）に変更。これにより、ほとんどのPS4のゲーム上ではSTARTをOPTIONボタン、SELECTをタッチバッド上を押す操作として読み替えすることが多い。
ライトバー
コントローラーの上部には「ライトバー」と呼ばれる発光部が付けられており、3色のLEDにより様々な色を表現できる。明るさも調節可能で、点滅でも明るさを徐々に変える表現ができる。
プレイヤーキャラクターごとの色に合わせ操作キャラを識別しやすくする、マズルフラッシュや体力を表現するといった用途が提案されている。さらにこのライトバーはPlayStation Moveのようなコントローラー位置識別としての利用も想定されている。しかし、DualSenseではライトバーそのものがコントローラーの奥に埋め込まれなくなり、コントローラーのLEDによるトラッキング能力が削除された。また、プレイヤー番号の識別はDualSenseのタッチパッド下側にある白ランプが点灯した個数で確かめることが可能。
ライトバーが表示するプレイヤー識別番号は以下の通りである。
| プレイヤー1 | プレイヤー2 | プレイヤー3 | プレイヤー4 |
| ----------- | ----------- | ----------- | ----------- |
| 青          | 赤          | 緑          | ピンク      |
なお、PlayStation Cameraがない場合は、複数のプレイヤーとでプレイする際、ライトバーの色とゲーム内のキャラクターの色とをリンクさせ、識別を容易にできるようにしている。また一例としてキャラクターの体力や受けたダメージに合わせて変化させるといったゲーム情報を盛り込むことができる。
コントローラー無線認識中の表示は、DUALSHOCK 3はコントローラー番号表示LED全部の高速点滅だったが、DUALSHOCK 4ではライトバーの高速点滅となっている。点滅速度は同じである。
PlayStation 4本体がスタンバイ時の充電中にはオレンジ色にゆっくり点滅し、充電終了とともに消灯する。
PlayStation 4のシステムソフトウェア・バージョン1.70以降ではライトバーの明るさを「明るい（標準）」、「中間」、「暗い」の中から選べるようになった。また、CUH-ZCT1では操作しているプレイヤー本人がライトバーの色を確認するためにはコントローラを裏返す必要があったが、CUH-ZCT2ではタッチパッドを透かして発光が視認できるように改良されている。
タッチパッド
コントローラー中央前部に新たに配置されたタッチパッドはPlayStation Vitaのタッチパネルと同様の静電容量式であり、1920×900点の分解能を持ち2点までのマルチタッチとクリック操作に対応する。タッチパッドのクリックボタンはタッチパッド自身が押し込めるようになっていて、押された場所に対して傾き角度が自由な作りになっている。その為、1ボタンであるものの押された瞬間に触っている場所を判定する事でタッチパッドが複数ボタンを兼ねる事が可能である。タッチパッドのボタンは事実上SELECTボタンと同義である。
LRボタン
コントローラー上部に配置されているL2/R2ボタンは開発者の意見が採り入れられ、より指に馴染むよう凹みが設けられXbox 360のコントローラーに近いトリガーのような形状となった。この変更により、コントローラーを置いた際に床面で押され難くなっている。L1/L2、R1/R2のボタン名は上下逆に刻印されており、正面から握って覗きこんだ際に文字が正位置に見えるよう改良されている。また、DUALSHOCK 3までは数字のみの刻印だったが、DUALSHOCK 4ではL/Rの種別も刻印されている。
音声入出力
音声の入出力機能が追加されており、本体中央に内蔵されるモノラルスピーカーから音声再生が可能となったほか、ヘッドセット端子も搭載され、ここにイヤフォンや全モデルに付属されるモノラルヘッドセットを装着しボイスチャットなどを行えるようになった。ヘッドフォン端子横には拡張端子が増設されている（ただし、2023年現在ではオフィシャル製品の充電台以外で使用しない）。PS Vita用純正マイク付きステレオヘッドフォンも対応している。
デフォルト設定ではヘッドホン端子から出力される音声はチャット音声のみだが、周辺機器設定（オーディオ機器）の「ヘッドホンへの出力」を設定することで、すべての音声をヘッドホンから出力する周囲に音が漏れないプレイが可能。
3軸ジャイロ・3軸加速度センサー
SIXAXISから引き続き3軸ジャイロ・3軸加速度センサーが搭載され、精度がDUALSHOCK 3やPS Vitaよりも向上している。
振動機能
引き続き振動機能も受け継いでいる。従来のモーターのON/OFFだけでなく複数段階のレベル設定も可能になっており、以前よりも静音化されている。
その他
- アナログスティックに縁が追加されへこんだ形状になったほか、中心位置への復帰精度も向上し、若干高さが抑えられ操作性の改善が図られている。しかし、改良が原因でDUALSHOCK 3よりもスティックを広く動かすことができなくなった。
- SIXAXISでは正面のボタンや方向キーがアナログであり押下した圧力によって異なる入力を行うことができたが、これはPS3初期型におけるPS2の互換機能を考慮して搭載された機能であるため、開発者がPS3向けゲームでこの機能を利用する事が少なく、対応作品はグランツーリスモ5など少数のみだったため、今回のコントローラーではこの機能は省かれ、全てデジタルボタンとなった。ただしジャイロ機能は引き続き搭載された。
- 充電はDUALSHOCK 3のUSB Mini-B端子からUSB Micro-B端子に変更された｡本機のほか汎用USB充電器などに接続し充電することが可能である。PlayStation 3では本体の電源がスタンバイの間はUSB端子への給電も絶たれていたため充電するためには本体の電源を入れておく必要があったが、本機ではスタンバイの間も給電が継続し、電源を入れることなくコントローラーを充電できるようになった（設定によってスタンバイ時の給電ON/OFFを切り替え可能）。また、ヘッドフォン端子横の拡張端子からも充電が可能である。
- 重量は約210グラムである。
- Bluetoothのペアリングをコントローラー単体で行えるようになったことで、一部のiPhoneやAndroidデバイスにコントローラーを接続できるようになった。コントローラーをペアリングするとDUALSHOCK 4であることが自動的に認識されるが、そうでない場合でもコントローラー内部のボタンがプリセットとして登録される形式が採用されている。スマートフォンなどに接続している最中は大幅なコントローラーの機能制限を食らうため、3.5mm端子などは使用できない。
- メーカー希望小売価格は5980円（税抜）。

### DualSense
- CFI-ZCT1J

DualSense（デュアルセンス）は、PlayStation 5用のワイヤレスコントローラ。
このコントローラではPlayStation 4までのDUALSHOCK系列の既存のコントローラーとは外観の基本デザインが異なることもあり、ナンバリングではなく新たな名称として、五感に訴えかけるゲーム体験の実現を強調して、DualSenseと名付けられた。プレイヤー番号はタッチパッド下のLEDランプで確認できる。2023年にはDualSense Edgeと呼ばれる、XBOX Eliteコントローラーのようなカスタムが可能なDualSenseコントローラーが登場した。
- ハプティック技術搭載
- L2・R2ボタンに抵抗力を感じさせるアダプティブトリガーを採用。トリガーの中にギアが埋め込まれている。これはXboxコントローラーのトリガーにモーターが二つ埋め込まれたことが元ネタである。
- USB Type-C（有線）/Bluetooth（無線）接続
- マイク内蔵、マイクミュートボタンの追加。PS5本体と接続したときのみ、コントローラー単体でボイスチャットが可能になった。なお、マイクミュートボタンのLEDはXboxコントローラーに拡張端子を接続したときのマイクミュートボタンと同じ色である。
- DUALSHOCK 4では"SHARE"ボタンだったものの名称を"Create"ボタンに変更。
- 従来日本のみの独自仕様であった(ボタン)決定ボタンと(ボタン)キャンセルボタンが廃止され、海外PlayStationやXbox準拠の下の(ボタン)決定ボタンと右の（ボタン)キャンセルボタンへと入れ替わった。
- 重量は約280グラム
- メーカー希望小売価格は6980円（税抜）。2023年10月18日にホワイトとミッドナイト ブラックは8,619円（税抜、税込9,480円）、コズミック レッドなどのカラーは9,073円（税抜、税込9,980円）に値上げした[30]。
- PS5本体と有線接続することでコントローラーのファームウェアを変更できるようになった。
- DUALSHOCK4と規格が統一されていないため、Dualsense発売前に登場したサード用PS4向けコントローラーはPS5向けゲームと互換性がない。

ボタン対応表
|                  | PlayStation 5プレイ時      | PlayStation 4プレイ時                                       |
| ---------------- | -------------------------- | ----------------------------------------------------------- |
| 十字ボタン       | 十字ボタン・左右スティック | 十字ボタン・左右スティック                                  |
| △                | △                          | △                                                           |
| キャンセルボタン | ○                          | ×（PS5の挙動に対応していないソフトのみ）                    |
| 決定ボタン       | ×                          | ○（PS5の挙動に対応していないソフトのみ）                    |
| □                | □                          | □                                                           |
| L                | L1・L2・L3                 | L1・L2・L3                                                  |
| R                | R1・R2・R3                 | R1・R2・R3                                                  |
| OPTIONS          | OPTIONS                    | OPTIONS                                                     |
| タッチパッド     | タッチパッド               | タッチパッド                                                |
| CREATE           | CREATE                     | SHARE（ただし、現時点でニコニコのブロードキャストは非対応） |

## コントローラ対応表
|               | DUALSHOCK （アナログコントローラ含む） | DUALSHOCK 2 | DUALSHOCK 3 （SIXAXIS含む） | DUALSHOCK 4 | DualSense |
| ------------- | -------------------------------------- | ----------- | --------------------------- | ----------- | --------- |
| PlayStation   | ◯                                      | △           | ×                           | ×           | ×         |
| PlayStation 2 | ◯                                      | ◯           | ×                           | ×           | ×         |
| PlayStation 3 | ×                                      | ×           | ◯                           | △           | △         |
| PlayStation 4 | ×                                      | ×           | ×                           | ◯           | △         |
| PlayStation 5 | ×                                      | ×           | ×                           | □           | ◯         |

【記号凡例】
- ◯：対応
- ×：非対応
- △：対応。ただし、ボタンと左右スティックの位置の関係でそのコントローラでは操作のしづらいソフトがある。PSボタンを押せない。
- □：ソフトによって、対応する場合としない場合がある。各ソフトの説明書を参照。